# Semantica
La semantica (dal greco sêma, "segno") è quella parte della linguistica che studia il significato delle parole (semantica lessicale), degli insiemi delle singole lettere (negli e degli alfabeti antichi) e delle frasi (semantica frasale) e dei testi.
È una scienza in stretto rapporto con altre discipline, come la semiologia, la semiotica, la logica, la psicologia, la teoria della comunicazione, la stilistica, la filosofia del linguaggio, l'antropologia linguistica e l'antropologia simbolica. Un insieme di termini che hanno in comune un fattore semantico viene detto campo semantico. Il termine "sema" indica la più piccola unità di significato individuata dalla semantica. La posizione della semantica, studiata nell'ambito di una teoria generale dei segni, diventa più chiara se messa a confronto con la pragmatica e la sintassi. Si può infatti affermare che:
- la pragmatica studia il linguaggio in rapporto all'uso contestuale che ne fa il parlante;
- la semantica considera il rapporto tra l'espressione e la realtà extralinguistica;
- la sintassi studia le relazioni che intercorrono tra gli elementi dell'espressione linguistica.

## Analisi diacronica e analisi sincronica
Nel campo degli studi della semantica si possono dare, anche se in modo un po' approssimativo, due distinzioni.
- La prima distinzione avviene tra semantica diacronica e semantica sincronica.

Verso la fine dell'Ottocento gli studi di semantica iniziano a focalizzarsi soprattutto sul cambiamento di significato letto in chiave storica. Vengono stabilite delle leggi semantiche per delineare il cambiamento avvenuto e inoltre si cerca di dare una rigorosa classificazione ai vari tipi di cambiamento. Si cerca, quindi, di esaminare la frase secondo la prospettiva del passato, analizzando l'origine e la storia di ciascuna parola, confrontando gli aspetti sintattici e morfologici della frase con gli aspetti morfologici e sintattici di una frase simile pronunciata nei secoli addietro.
Questa analisi diacronica (da diacronia, insieme dei fenomeni di evoluzione nel tempo riguardanti una lingua) viene svolta dagli studiosi fin verso gli anni cinquanta. In seguito si sviluppa un tipo di studi differente che analizza i significati, dopo averli scomposti, con metodi formali che si ispirano allo strutturalismo e ad altre correnti di linguistica moderna. Si esamina pertanto la frase secondo la prospettiva del presente, analizzando le parole e gli 
insiemi di parole, i loro significati e usi attuali, le possibili sostituzioni con altre parole di significato simile o diverso e i rapporti che intercorrono fra le parole contenute nella frase in questione compiendo così un'analisi sincronica (da sincronia che è lo stato di una lingua considerata nel suo funzionamento in un certo tempo).
- La seconda distinzione avviene invece tra coloro che compiono uno studio del significato in sé, utilizzando metodi formali molto rigorosi senza però tener conto del rapporto tra i significati stessi e il mondo dei parlanti, e coloro che studiano il significato in rapporto alla situazione e al contesto (in rapporto alla pragmatica).

## Il campo associativo
Alcune delle idee base della semantica moderna si possono far risalire a Ferdinand de Saussure, autore del Corso di linguistica generale (1916), secondo il quale il significato non è da intendersi come qualcosa di oggettivo e di esterno alla lingua e neppure come qualcosa che sta dentro la mente dell'uomo.
Egli, nell'affermare che il significato si trova nella lingua e si può definire all'interno di essa, si basa su due principi:
- il carattere arbitrario del significato;
- il fatto che ciascun significato viene definito solo in rapporto ad altri significati e pertanto nell'ambito di un sistema.

Un discepolo di Saussure, Charles Bally (1865-1947), ha sviluppato questi principi ed è giunto al concetto di campo associativo.
Egli afferma che in una lingua si formano degli insiemi di parole e di espressioni collegati fra loro sia per i significati sia per le forme e che è proprio in una stessa sfera concettuale che è possibile vedere quali siano i vari rapporti associativi che collegano i vari segni linguistici. Così i vocaboli e le espressioni che indicano le parti del corpo umano costituiscono un campo associativo.
Ogni comunità linguistica possiede sfere concettuali stabili con denominazioni stabili ma, a causa del progresso e dell'evolversi delle idee, vi sono anche sfere concettuali che si modificano, mutando così anche le rispettive denominazioni.
Ma se la tecnica e l'oggetto mutano, il nome originario continua a vivere come, ad esempio, per la penna d'oca che è stata sostituita prima dal pennino di acciaio, poi dalla stilografica e in seguito dalla penna a sfera e dal pennarello.
In questo modo, adattando cioè il vecchio nome a nuovi usi e pertanto conferendogli altri significati, la lingua attua il principio di economia che risulta chiaro anche nella formazione di nuovi linguaggi settoriali.

## Funzionamento del Triangolo
Nel cosiddetto "triangolo di Ogden e Richards", precedentemente teorizzato da Charles Sanders Pierce, il rapporto tra il significante (sedia ad esempio) e il referente, cioè l'elemento non linguistico (l'oggetto "sedia") non è diretto ma è mediato dal significato (la nozione di sedia). Diversamente nel caso dell'onomatopea primarie il significante si collega direttamente al referente.

## Campo linguistico
I significati nei loro rapporti reciproci sono stati studiati da altri linguisti che hanno sviluppato altre teorie, come la teoria della concezione del campo linguistico sostenuta dal tedesco Jos Trier, autore del saggio Il lessico tedesco dell'ambito dell'intelletto (1931).
Secondo Trier tutti quei vocaboli che nel tedesco antico si riferiscono al mondo del pensiero, formano un insieme unitario, cioè un campo, nel cui interno il significato di ciascun vocabolo dipende dai significati dei vocaboli presenti nel campo.
Se in un punto del campo avviene una perdita o l'acquisto di un vocabolo, tutto il campo ne risente perché esso risente di una gerarchia di valori ben definiti. Pertanto, nel corso della storia, il significato e l'uso dei vocaboli riguardanti le qualità intellettive dell'uomo cambiano in rapporto all'evolversi dell'ideologia e della cultura.

## Semantica lessicale
La semantica lessicale si occupa del significato di espressioni linguistiche a livello di parola o di lessema.

### Analisi semica
Un importante indirizzo degli studi moderni di semantica lessicale è l'analisi semica o componenziale. Questa analisi, utilizzando un metodo simile a quello usato nella fonologia, scompone il significato di una parola in elementi minimi.
Se i fonemi si possono analizzare in tratti distintivi:
- [consonante]     [orale]      [labiale]  [sorda]  /p/
- [consonante]     [orale]      [labiale]  [sonora] /b/
- [consonante]     [nasale]     [labiale]  [sonora] /m/
- [consonante]     [orale]      [dentale]  [sorda]  /f/
- [consonante]     [orale]      [dentale]  [sonora] /d/

così una parola può esser analizzata nei suoi tratti semantici o sèmi:
- [animale]   [ovino]     [maschio]    /montone/
- [animale]   [ovino]     [femmina]    /pecora/
- [animale]   [equino]    [maschio]    /stallone/
- [animale]   [equino]    [femmina]    /giumenta/
- [umano]     [adulto]    [maschio]    /uomo/
- [umano]     [adulto]    [femmina]    /donna/
- [umano]     [infantile] [maschio]    /bambino/
- [umano]     [infantile] [femmina]    /bambina/

## Semantica frasale
La semantica frasale si occupa del significato di espressioni linguistiche a livello di frase, secondo il principio di composizionalità. Un esempio di Semantica frasale è la semantica modellistica. Lo studio del significato di una frase è spesso complesso, perché le parole e frasi possono essere ambigue, e perché dietro una frase c'è sempre una situazione, un parlante, le sue intenzioni. La semantica va quindi integrata con la pragmatica, ovvero con lo studio dell'uso del linguaggio nel contesto.